# Yuki Saitō
 (janvier 2024).
Si vous disposez d'ouvrages ou d'articles de référence ou si vous connaissez des sites web de qualité traitant du thème abordé ici, merci de compléter l'article en donnant les références utiles à sa vérifiabilité et en les liant à la section « Notes et références ».
Pour les articles homonymes, voir Saito.
Yuki Saitō (斉藤由貴, Saitō Yuki), née le 10 septembre 1966 à Yokohama au Japon est une actrice, chanteuse et poétesse japonaise.
Elle a la particularité d'être une mormone déclarée, refusant de travailler le dimanche.

## Biographie

### Enfance et formation
Elle est née le 10 septembre 1966 à Yokohama,.

### Carrière
Elle se fait remarquer en 1984 en remportant le concours annuel "Miss Magazine" de l'éditeur Kōdansha.
Elle commence l'année suivante en tant que chanteuse et idole japonaise, sortant son premier disque en 1985, et connait la célébrité cette même année en étant la première actrice à incarner l'héroïne de la série culte Sukeban Deka, dans sa première adaptation en série télé[réf. nécessaire].
Elle confirme son statut de vedette avec le grand succès de sa série suivante, Hane Konma en 1986. Cette année-là, sa chanson Kanashimi yo Konnichi wa est utilisée comme premier générique de la série Maison Ikkoku, devenant l'une des plus populaires chansons de générique d'anime. Elle est alors la vedette de nombreux autres drama, films, comédies musicales et pièces de théâtre[réf. nécessaire].
Elle sort également une vingtaine de singles et une quinzaine d'albums sur le label Pony Canyon, jusqu'en 1994, quand elle épouse Nobuyasu Isarai, devenant à la ville Yuki Isarai (小井由貴) et réduisant alors ses activités artistiques pour s'occuper de sa famille (elle aura trois enfants avec lui) ; elle sortira encore occasionnellement quelques disques sur d'autres labels[réf. nécessaire].
Il a été annoncé qu'elle apparaîtra dans le film de coproduction franco-japonaise ADABANA, qui sortira le 18 octobre 2024.

### Vie privée
Elle est mariée avec Isarai, Yasunobu depuis décembre 1994. Elle et Isarai, Yasunobu ont trois enfants.
Elle est baptisée dans l'Église mormone.

## Discographie
(Sauf rares indication contraires, tous les disques sont sortis sous le label Pony Canyon.)

### Albums
Album live

## Filmographie

### Séries TV
- Yakyūkyō no Uta (ja) (1985, Fuji TV) (Yūki Mizuhara)
- Sukeban Deka (1985, Fuji TV) (Saki Asamiya)
- Pappa kara no Okurimono (1985, NHK)
- Hane Konma (1986, NHK) (Orin)
- Amaenaide yo! (1987, Fuji TV)
- Totte Oki no Seishun (1988, NHK)
- Asobi ni Oide yo! (1988, Fuji TV)
- High School Rakigaki (1989, TBS) (Izumi Suwa)
- Shōnan Monogatari (1989, NTV)
- Lucky Tenshi, Miyako e Iku (1989, Fuji TV)
- High School Rakigaki 2 (1990, TBS) (Izumi Suwa)
- Yo ni mo Kimyō na Monogatari "Zettai Iya!" (1990, Fuji TV)
- Kazunomiya-sama O-Tome (1991, TV Asahi)
- Onna Jiken Kisha Tachibana Keiko (1992, TV Asahi)
- Mattanashi! (1992, NTV)
- If: Moshimo "Kanojo ga Suwaru no wa, Migi no Isu ka? Hidari no Isu ka?" (1993, Fuji TV)
- Dōsōkai (1993, NTV)
- Fukui-sanchi no Isan Sōzoku (1994, Kansai TV)
- Yo ni mo Kimyō na Monogatari "Derarenai" (1990, Fuji TV)
- Hachidai Shōgun Yoshimune (1995, NHK) (Princess Tsuru)
- Kimi wo Omou yori Kimi ni Aitai (1995, Kansai TV)
- Bōryoku Kyōshi: Kimi ni Tsutaetai Koto (1996, NHK)
- Eien no Atom: Tezuka Osamu Monogatari (1999, TV Tokyo) (Yumiko Igarashi)
- Wakaretara Suki na Hito (1999, TV Tokyo)
- Aru Hi, Arashi no yō ni (2001, NHK)
- Kindaichi Kōsuke Series "Jinmensō" (2003, TBS)
- Onna no Ichidaiki: Jakuchō Setouchi (2005, Fuji TV) (Tsuya Setouchi)
- Wagahai wa Shufu de Aru (2006, TBS) (Midori Yana)
- Obanzai! (2007, MBS, TBS)
- Utahime (2007, TBS)
- Battery (2008, NHK)
- Tsubasa (2009, NHK)
- Kodai Shojo Dogu-chan (2009, MBS)
- Shokojo Seira (2009, TBS)
- Dosokai (2010, TV Asahi)
- Ohisama (2011, NHK)
- Hi wa Mata Noboru (2011, TV Asahi)
- Naniwa Shounen Tanteidan (2012, TBS)
- Iryu Sosa (Saison 2) (2012, TV Asahi)
- Iryu Sosa (Saison 3) (2013, TV Asahi)
- Wakamono Tachi (2014, Fuji TV)
- Nobunaga no Chef (Saison 2) (2014, TV Asahi)
- Gomenne Seishun! (2014, TBS)
- The Last Cop (2015, NTV)
- Designer Baby (2015, NHK)

### Films
- 1985 : Lost Chapter of Snow: Passion (雪の断章 情熱, Yuki no dansho - jonetsu) de Shinji Sōmai : Iori Natsuki
- 1987 : Koisuru Onnatachi (Toho) : (Takako Yoshioka)
- 1987 : Rakko Monogatari (Kansai TV) (voix off)
- 1987 : Totto Channel (Toho) (Tetsuko Shibuyanagi
- 1988 : "Sayonara" no Onnatachi (Toho) (Ikuko Adachi)
- 1988 : Yūshun (Fuji TV) (Kumiko Wagu)
- 1989 : Kimi wa Boku wo Suki ni Naru (Toho)
- 1989 : Godzilla vs. Biollante (Toho) (non crédité)
- 1990 : Hong Kong Paradise (Toho)
- 1991 : Oishii Kekkon (Toho)
- 1992 : Watashi no Kokoro wa Papa no Mono (Tohokushinsha)
- 1996 : Waga kokoro no ginga tetsudō: Miyazawa Kenji monogatari (わが心の銀河鉄道 宮沢賢治物語?) de Kazuki Ōmori : Tsuyu Takase
- 1998 : June Bride: 6/19 no Hanayome (Matsutake)
- 1998 : Wait and See (あ春, Ah haru) de Shinji Sōmai (Matsutake) : Mizuho, la femme d'Hiroshi
- 2001 : Zeitaku na Hone
- 2002 : Inochi
- 2002 : Le Visionarium de Jeff Blyth : 9-Eyes (version japonaise)
- 2006 : Aoi Uta: NHK Nodo Jiman|Nodo Jiman Seishun Hen
- 2006 : Tokyo Girl Cop (Sukeban Deka: Codename = Asamiya Saki)
- 2008 : Kids
- 2009 : Baby Baby Baby!
- 2009 : Ballad: Na mo Naki Koi no Uta
- 2010 : Bandage
- 2017 : The Third Murder (三度目の殺人, Sandome no satsujin?) de Hirokazu Kore-eda
- 2019 : Kioku ni Gozaimasen
- 2019 : Fortuna's Eye
- 2019 : Hit Me Anyone One More Time
- 2019 : Listen to the Universe
- 2019 : The First Supper
- 2020 : Extro
- 2020 : Welcome Back Home
- 2021 : One Summer Story
- 2023 : Matched
- 2024 : The Floor

### Théâtre
- My Fair Lady (1984)
- Les Misérables  (1987) (Cosette)
- Kara Sawagi (1990)
- 5-ji no Koibito (1992)
- Nijūshi no Hitomi (1994)
- Kimi to nara: Nobody Else But You (1995)
- Kirara no Yubiwa tachi (1998)
- Ningen Fūsha (2000)
- Sora no Kaa-sama (2001)
- Friends (2001)
- Nikui Anchikushō (2002) (Kosode)
- Claudia kara no Tegami (2006)
- Zebra (2009)
- Saitō Sachiko (2009)